# Andrea Bonistalli
Andrea Bonistalli (fl. XVII secolo) è stato un architetto italiano.
Figlio di Simone fu attivo tra il 1616 ed il 1622 in Empoli. Nel 1619 completò il campanile del duomo con una cuspide piramidale e nel 1621 eseguì delle opere anche alla chiesa della Madonna del Pozzo.